# New Orleans Bowl 2016
Match précédent Match suivant
Le New Orleans Bowl 2016 est un match de football américain de niveau universitaire joué après la saison régulière de 2016, le 17 décembre 2016 au Mercedes-Benz Superdome de La Nouvelle-Orléans en Louisiane . 
Il s'agit de la 16e édition du New Orleans Bowl.
Le match a mis en présence les équipes des Golden Eagles de Southern Miss issue de la Conference USA et des Ragin' Cajuns de Louisiana-Lafayette issue de la Sun Belt Conference.
Il a été retransmis en télévision sur ESPN.
Sponsorisé par la société R+L Carriers, le match fut officiellement dénommé le R+L Carriers New Orleans Bowl 2016.
Southern Miss gagne le match sur le score de 28 à 21.

## Présentation du match
| Équipes | Conférences | Entraîneurs   | Stats. saison rég. |
| --- | ----------- | ------------- | ------------------ |
| Ragin' Cajuns de Louisiana-Lafayette                                                                            | C-USA       | Jay Hopson    | 6-6                |
| Golden Eagles de Southern Miss                                                                                  | Sun Belt    | Mark Hudspeth | 6-6                |
| Arbitre : Tom Stapleton (MAC). Équipe donnée favorite par les bookmakers : Southern Mississippi par 3,5 points. |             |               |                    |

Il s'agit de la 51e rencontre entre ces deux équipes, Southern Miss menant les statistiques avec 38 victoires pour 11 défaites et 1 nul.
Leur dernière rencontre a eu lieu le 30 août 2008 avec la victoire de Southern Miss : 51 à 21.

### Golden eagles de Southern Miss
Avec un bilan global en saison régulière de 6 victoires et 6 défaites, Southern Miss est éligible et accepte l'invitation pour participer au New Orleans Bowl de 2016.
Ils terminent 3e de la West Division de la Conference USA derrière Louisiana Tech et UTSA avec un bilan en division de 4 victoires et 4 défaites.
À l'issue de la saison 2016, ils n'apparaissent pas dans les classements CFP , AP et Coaches.
Il s'agit de leur 5e apparition au New Orleans Bowl avec un bilan avant match de 3 victoires pour 1 défaite.

### Ragin' Cajuns de Louisiana Lafayette
Avec un bilan global en saison régulière de 6 victoires et 6 défaites, Louisiana-Lafayette est éligible et accepte l'invitation pour participer au New Orleans Bowl de 2016.
Ils terminent 5e de la Sun Belt Conference derrière Appalachian State, Arkansas State , Troy et Idaho.
À l'issue de la saison 2016, ils n'apparaissent pas dans les classements CFP , AP et Coaches.
Il s'agit de leur 5e apparition au New Orleans Bowl avec un bilan de 2 victoires pour 1 défaite mais également deux victoires retirées par la NCAA à la suite de diverses violations des règlements.

## Résumé du match
Début du match à 20:11 heures locales, fin à minuit six.
Résumé du match, photos et vidéo sur le site The Blue Pennant
| QT          | Temps       | Drive       | Drive       | Drive       | Équipe      | Description de l'action | Score | Score |
| QT          | Temps       | Jeux        | Yards       | TDP         | Équipe      | Description de l'action | USM   | LA    |
| ----------- | ----------- | ----------- | ----------- | ----------- | ----------- | --- | ----- | ----- |
| 1           | 09:39       | 3           | 67          | 00:57       | USM         | TD à la suite d'une course de 11 yards par RB Ito Smith + 1 point de conversion par K Parker Shaunfield                                                 | 7     | 0     |
| 1           | 07:17       | 3           | 70          | 01:12       | USM         | TD de 6 yards par RB Ito Smith à la suite d'une réception de passe de QB Nick Mullens + 1 point de conversion par K Parker Shaunfield kick good         | 14    | 0     |
| 1           | 03:15       | 9           | 66          | 03:55       | LA          | TD à la suite d'une course de 4 yards par RB Anthony Jennings + 1 point de conversion par K Stevie Artigue kick good                                    | 14    | 7     |
| 2           | 07:28       | 2           | 29          | 00:30       | LA          | TD à la suite d'une course de 12 yards par RB Dion Ray + 1 point de conversion par K Stevie Artigue kick good                                           | 14    | 14    |
| 3           | 10:42       | 11          | 75          | 04:18       | USM         | TD de 5 yards par WR Allenzae Staggers à la suite d'une réception de passe de QB Nick Mullens + 1 point de conversion par K Parker Shaunfield kick good | 21    | 14    |
| 4           | 12:26       | 14          | 83          | 06:14       | USM         | TD de 1 yard par RB Ito Smith à la suite d'une réception de passe de QB Nick Mullens + 1 point de conversion par K Parker Shaunfield kick good          | 28    | 14    |
| 4           | 05:10       | 5           | 19          | 02:10       | LA          | TD à la suite d'une course de RB Anthony Jennings 3 yards + 1 point de conversion par K Stevie Artigue kick good                                        | 28    | 21    |
| Score final | Score final | Score final | Score final | Score final | Score final | Score final | 28    | 21    |

## Statistiques
| Statistiques par Équipes               | Statistiques par Équipes            | Statistiques par Équipes            |
| Statistiques                           | USM                                 | LA                                  |
| -------------------------------------- | ----------------------------------- | ----------------------------------- |
| 1er downs                              | 22                                  | 21                                  |
| 1er downs à la course                  | 8                                   | 13                                  |
| 1er downs à la passe                   | 12                                  | 5                                   |
| 1er downs suite pénalité               | 2                                   | 3                                   |
| Conversion de 3e Down                  | 7/14                                | 3/12                                |
| Conversion de 4e Down                  | 0/0                                 | 1/3                                 |
| Jeux–yards                             | 74 pour 481 yards                   | 69 pour 252 yards                   |
| Yards à la course Moyenne par course   | 32 courses pour 135 yards 4,2 yards | 47 courses pour 157 yards 3,3 yards |
| Yards à la passe                       | 346                                 | 95                                  |
| Passes : Réussies-Tentées-Interceptées | 25/42, 1 int.                       | 8/22, 1 int.                        |
| Réussite en zone rouge/chances         | 4/5                                 | 3/3                                 |
| TD                                     | 4                                   | 3                                   |
| Field Goals                            | 0/1                                 | 0/0                                 |
| Sacks (Nombre-Yards gagnés)            | 6 pour 44 yards gagnés              | 2 pour 16 yards gagnés              |
| Fumbles (Nombre/Perdus)                | 2/1                                 | 0/0                                 |
| Pénalités (Nombre/Yards perdus)        | 13/131                              | 6/57                                |
| Temps de possession                    | 30:34                               | 29:26                               |

| Meilleur Joueur (MVP) | Meilleur Joueur (MVP) | Meilleur Joueur (MVP) |
| --------------------- | --------------------- | --------------------- |
| Nom                   | Équipe                | Poste                 |
| Allenzae Staggers     | Southern Miss         | WR                    |

| Statistiques Individuelles | Statistiques Individuelles | Statistiques Individuelles                    |
| -------------------------- | -------------------------- | --------------------------------------------- |
| Quaterbacks                |                            |                                               |
| USM                        | Nick Mullens               | 25/40, 346 yards, 2 TDs, 1 INT, 2 sacks subis |
| LA                         | Anthony Jennings           | 8/20, 95 yards, 0 TD, 1 INT, 6 sacks subis    |
| Meilleurs Coureurs         |                            |                                               |
| USM                        | Ito Smith                  | 26 courses pour 138 yards, 0 TD               |
| LA                         | Elijah McGuire             | 17 courses pour 99 yards, 0 TD                |
| Meilleurs Receveurs        |                            |                                               |
| USM                        | Allenzae Staggers          | 11 réceptions pour 230 yards, 1 TD            |
| LA                         | Al Riles                   | 5 réceptions pour 64 yards, 0 TD              |
| Meilleurs Tackleurs        |                            |                                               |
| USM                        | Poole Ja'Boree             | 7 tacles en solo, 2 assistes et 3 sacks       |
| LA                         | Goodleft C.                | 4 tacles en solo et 3 assistes                |